# Ctenus ramosus
Ctenus ramosus là một loài nhện trong họ Ctenidae.
Loài này thuộc chi Ctenus. Ctenus ramosus được Tord Tamerlan Teodor Thorell miêu tả năm 1887.